# Chiesa di Sant'Andrea Apostolo (Presicce-Acquarica)
La chiesa di Sant'Andrea Apostolo è la parrocchiale di Presicce, frazione-capoluogo del comune sparso di Presicce-Acquarica, in provincia di Lecce e diocesi di Ugento-Santa Maria di Leuca; fa parte della forania di Ugento.

## Storia
La precedente parrocchiale di Presicce, risalente presumibilmente al XVI secolo, fu danneggiata dal terremoto del 20 febbraio 1743, tanto che il 12 maggio 1765 l'amministrazione locale decretò il suo abbattimento definitivo e l'erezione di un nuovo luogo di culto.
La prima pietra della chiesa barocca venne posta nel 1776; l'edificio, disegnato da Salvatore Negro, fu portato a compimento e inaugurato nel 1781.
Nel Novecento la parrocchiale fu interessata da alcuni lavori, tra cui la posa del nuovo pavimento e il risanamento delle facciate; inoltre, nel 1980 venne condotto l'intervento di adeguamento liturgico secondo le norme postconciliari mediante l'aggiunta dell'altare rivolto verso l'assemblea.

## Descrizione

### Esterno
La facciata a salienti della chiesa, rivolta a sudovest, è suddivisa da una cornice marcapiano in due registri, entrambi scanditi da paraste; quello inferiore, più largo, presenta centralmente il portale d'ingresso, riccamente decorato, mentre quello superiore è caratterizzato da una finestra e coronato dal frontone mistilineo.
Annesso alla parrocchiale è il campanile a base quadrata, la cui cella presenta su ogni lato una monofora a tutto sesto ed è coperta dal tetto a quattro falde.

### Interno
L'interno dell'edificio, la cui pianta è a croce latina, si compone di un'unica navata, sulla quale si affacciano le cappelle laterali, introdotte da archi a tutto sesto, e le cui pareti sono scandite da paraste terminanti con capitelli corinzio sorreggenti la trabeazione modanata e aggettante sopra la quale si imposta la volta di copertura; al termine dell'aula si sviluppa il presbiterio, rialzato di un gradino, delimitato da balaustre e chiuso dalla parete di fondo piatta.
Qui sono conservate diverse opere di pregio, tra le quali due statue ritraenti i Santi Andrea e Vito, la tela con soggetto il Martirio di Sant'Andrea, attribuita al Catalano, la pale raffiguranti rispettivamente il Trasporto dell'Arca dell'Alleanza, l'Ultima Cena, la Natività, l'Adorazione dei Magi e Cristo e la Samaritana, eseguite forse da Oronzo Tiso, i dipinti che rappresentano il Sacrificio di Isacco, il Sacrificio di Iefte, Mosè salvato dalle acque e Mosè e le tavole della legge, firmate da Diego Pesco.